# 吉村翔子
吉村 翔子（よしむら しょうこ、1994年/1995年 - ）は、南アフリカ共和国在住の日本人女優。

## 経歴
南アフリカで日本語教育やビジネスに携わる両親のもとに生まれる。
南アフリカ共和国東部のダーバンに育ち、ケープタウン大学で演劇専攻に学びBAを取得して卒業した。
南アフリカ共和国で撮影されたアメリカ合衆国の映画『ラストデイズ・オブ・アメリカン・クライム』のレズビアン女性役など、数本の映画に出演しており、南アフリカ共和国のテレビや舞台にも出演している。
日本のテレビ番組に、南アフリカ共和国の現地在住者として出演することもある。